# Genêts
Genêts – miejscowość i gmina we Francji, w regionie Normandia, w departamencie Manche.
Według danych na rok 1990 gminę zamieszkiwało 481 osób, a gęstość zaludnienia wynosiła 70 osób/km² (wśród 1815 gmin Dolnej Normandii Genêts plasuje się na 454. miejscu pod względem liczby ludności, natomiast pod względem powierzchni na miejscu 728.).